# 富塚國興
富塚 國興（とみづか くにおき、1945年 - ）は、日本の実業家、ベイエフエム元代表取締役社長、千葉銀行元常務取締役。

## 人物・経歴
1945年生まれ。立教大学卒業。大学時代はアメリカンフットボール部に所属し、QBとして活躍した。
1969年、千葉銀行入行。1997年、常務取締役就任。2000年、エフエムサウンド千葉（現・ベイエフエム）専務取締役。2003年代表取締役、2011年より相談役を務めた。
FMラジオ局の経営者として、ラジオで流れている楽曲の情報検索やネット上で聴きたい時に聴けるオンデマンドに対応するなどネットと一体化した番組づくりに注力した。イベントも強化し、公開放送は年300回、イベント開催は年100回行うなど、リスナーに放送に参加してもらう取り組みを推進した。また、アーティストやDJの発掘と育成を進めるとともに、地元FM局として地域情報を充実させて地域の活性化に貢献した。